# Lasse Carlsson
Lars "Lasse" Bengt Lennart Carlsson (under åren 1996–2006 Lasse Pierrou), född 18 juli 1963 i Ramdala, Karlskrona kommun, är en svensk skådespelare, sångare och trumpetare. Han tillhörde 2013 Teateralliansens ensemble.

## Utbildning
Lasse Carlsson är utbildad på Teaterhögskolan i Stockholm (1988–1991) och hade där Keve Hjelm som mentor. Han har även gått fortbildningskurs på Teaterhögskolan i Malmö, ett samarbete med Folkteatern i Gävle.

## Karriär
År 1983 var han med och bildade UDG-teatern i Karlskrona, en teatergrupp som vilt blandade musik och sång, Brecht och Monty Python i spektakulära och galna föreställningar. Åren med UDG-teatern var för Carlsson betydelsefulla.
- Värmlänningarna (Torpar Jan) regi Anders Bäckström
- Wilhelm Tell (Wilhelm Tell) regi Anders Bäckström/Ulf Fembro
- Läkare mot sin vilja (Lukas) regi Anders Bäckström/Ulf Fembro

Efter teaterhögskolan år 1992 började Carlsson arbeta på Folkteatern i Gävleborg. Gubben Hummel i Strindbergs Spöksonaten 1991 blev hans första roll. Lasse Carlsson tillhörde den fasta ensemblen. Här blev det nya jazz- och rockband, bland annat New Orleans Jazz med Joakim Stenshäll och Hippie-rock med Los Acid Fettos.
År 2000 avslutade Carlsson sin fasta tjänst och började frilansa med Göteborg som bas. Här fick han möjlighet att filma, både för SVT och fria produktioner. Han arbetade också på Göteborgs stadsteater.

## TV och film
| År   | Roll                              | Produktion                   | Noter                             |
| ---- | --------------------------------- | ---------------------------- | --------------------------------- |
| 1997 | Malte                             | Radioskugga                  | TV-serie Avsnitt 2:8              |
| 1999 | Sociala Ebbe                      | S:t Mikael                   | TV-serie                          |
| 2000 | Kjell Arvidsson                   | Den sjätte dagen             | TV-serie Avsnitt 3:10             |
| 2001 | Präst                             | Kattbreven                   |                                   |
| 2002 | Göran                             | Hem till byn                 | TV-serie Avsnitt 7:2              |
| 2005 | Göran Leander                     | Orka! Orka!                  | TV-serie Avsnitt 16               |
| 2005 | Ulf                               | Albert Speer                 | TV-teater                         |
| 2005 | Kommissarie Börjesson             | Solisterna                   |                                   |
| 2006 | Den ständigt ätande pliten Bexell | Häktet                       | TV-serie                          |
| 2007 | Anton Wiijk                       | Sanningen om Marika          | TV-serie Avsnitt 2                |
| 2008 | Kommissarie                       | 183 dagar                    | TV-serie                          |
| 2009 | Kjell Nyberg                      | Johan Falk – De fredlösa     |                                   |
| 2009 | Räddningschefen                   | Saltön 3                     | TV-serie                          |
| 2010 | Biker                             | Kommissarie Winter           | TV-serie Vänaste vinter Avsnitt 1 |
| 2011 | Martin Hellström                  | En man med ett litet ansikte | TV-film                           |
| 2011 | Gatuarbetare                      | Äkta människor               | TV-serie Avsnitt 1:5              |
| 2012 | Landstingspolitikern Åke          | Molanders                    | TV-serie Avsnitt 8                |
| 2015 | Oves kollega                      | En man som heter Ove         |                                   |
| 2017 | Suzannes läkare                   | Vår tid är nu                | TV-serie Avsnitt 1:8              |

## Teater

### Roller (ej komplett)
| År       | Roll                 | Produktion                                                                            | Regi              | Teater                  |
| -------- | -------------------- | ------------------------------------------------------------------------------------- | ----------------- | ----------------------- |
| 1991     | Gubben Hummel        | Spöksonaten August Strindberg                                                         |                   | Folkteatern i Gävleborg |
| 1996     |                      | Den kaukasiska kritcirkeln (Der kaukasische Kreidekreis) Bertolt Brecht               | Rolf Berlin       | Folkteatern i Gävleborg |
| 1996     |                      | Henrik IV (Henry the Fourth) William Shakespeare                                      | Peter Oskarson    | Folkteatern i Gävleborg |
| 1997     |                      | Blodsbröder (Blood Brothers)                                                          | Thomas Lindström  | Folkteatern i Gävleborg |
| 1998     |                      | Det finns inga hurvar                                                                 | Lasse Pierrou     | Folkteatern i Gävleborg |
| 20022006 |                      | Stormen (The Tempest) William Shakespeare                                             | Jasenko Selimović | Göteborgs stadsteater   |
| 20022006 |                      | Allt eller inget (The Full Monty)                                                     | Åsa Melldahl      | Göteborgs stadsteater   |
| 20022006 |                      | Albert Speer David Edgar                                                              | Jasenko Selimović | Göteborgs stadsteater   |
| 2003     |                      | Fångarnas dilemma (The Prisoner's Dilemma) David Edgar                                | Jasenko Selimović | Göteborgs stadsteater   |
| 2005     |                      | Bort från Stockport (On the Shore of the Wide World) Simon Stephens                   | Olof Lindqvist    | Göteborgs stadsteater   |
| 2005     |                      | Lasermannen Bengt Ohlsson                                                             | Susan Taslimi     | Göteborgs stadsteater   |
| 2005     |                      | Ett drömspel August Strindberg                                                        | Etienne Glaser    | Göteborgs stadsteater   |
| 2006     |                      | Bort från Stockport (On the Shore of the Wide World) Simon Stephens                   | Olof Lindqvist    | Göteborgs stadsteater   |
| 2019     | Domaren Affärsmannen | Herr Puntila och hans dräng Matti (Herr Puntila und sein Knecht Matti) Bertolt Brecht | Pontus Stenshäll  | Göteborgs stadsteater   |
| 2022     |                      | 100 sånger (100 Songs) Roland Schimmelpfennig                                         | Michael Cocke     | Göteborgs stadsteater   |